# L'Invasione degli Omini Verdi
L'Invasione degli Omini Verdi è un gruppo musicale italiano, formatosi nel luglio del 1999 nella provincia di Brescia e considerato fra le punk rock band più famose della Penisola. Insieme a gruppi come Derozer, Punkreas, Porno Riviste, Shandon e Moravagine, con le loro sonorità orecchiabili e l'immediatezza dei loro testi, sono presto diventati tra i protagonisti di una scena punk rock italiana tanto seguita da numerosi adolescenti e non, quanto criticata dai puristi del genere.
La band durante la carriera lunga 21 anni ha all'attivo più di 400 concerti, suonato ad eventi come Idroscalo Rock, Festa di radio onda d'Urto, Woodstock 5 stelle, Vans off the wall tour ed ha supportato pilastri del genere come: NOFX, Sick of It All, Anti-Flag, Propagandhi, The Vandals, Toy Dolls.

## Storia del gruppo
Il gruppo nasce nel luglio del 1999, tra Mantova e Brescia. composta inizialmente da Maurizio alla batteria, Alessandro alla voce, Patrick al basso e Peco e Fano alle chitarre, che subito dopo lasciò il gruppo ed Alessandro passò alla chitarra. Fu composto e pubblicato a marzo 2000 il demo omonimo.
Nel 2001 uscì il disco d'esordio Veniamo in pace (Venus dischi), il primo disco ufficiale della band che esaurì presto le duemila copie stampate per poi {arrivare ad un totale, ad oggi, di 6000 copie vendute. Nel 2002, durante il tour promozionale, Peco lasciò improvvisamente il gruppo e fu sostituito da Gio e ad Ale decise di lasciare la chitarra e dedicarsi a cantare dando, inoltre, alla band un taglio più tecnico e d'impatto hardcore.
Il 17 settembre 2009, dopo 10 anni di carriera e dopo aver dato alla luce Non è un gioco (2003 - Le Parc music), Contro (2005 - Indiebox), Mondo a parte (2007 - IndieBox) il bassista storico, Patrick, lascia il gruppo, sostituito da Giacomo, ex cantante bassista degli ormai sciolti Standing Still.
Nel 2010 esce un nuovo lavoro della band, Nel nome di chi? (2010 Indiebox) prodotto da Jason Livermore del Blasting room studio (Colorado - USA) ed il 26 settembre 2010 partecipano al festival musicale Woodstock 5 Stelle organizzato a Cesena dal blog di Beppe Grillo e trasmesso dal canale televisivo Play.me, che proprio con questa diretta aprì la neonata emittente.
A ottobre 2013 esce il sesto album Il banco piange registrato dalla band, come sempre, presso gli studi di Indiebox Music Hall, e anticipato dal singolo e video ufficiale Il meglio di me.
Da novembre 2013 il singolo Ancora qui entra in programmazione su Virgin Radio Italia riscuotendo consensi, passando attraverso i contenitori Virgin Generation e Revolver, sino ad entrare per tre settimane nella Virgin rock 20, la classifica dei 20 Pezzi più trasmessi dall'emittente.

## Formazione
- Ale - voce
- Gio - chitarra, cori
- Giacomo - basso, cori
- Mauri - batteria

## Discografia
Album in studio
- 2001 - Veniamo in pace
- 2003 - Non è un gioco
- 2005 - Contro
- 2007 - Mondo a parte
- 2010 - Nel nome di chi?
- 2013 - Il banco piange
- 2019 - 8 bit

Raccolte
- 2015 - 16 anni dopo